# Juan Manuel Gárate

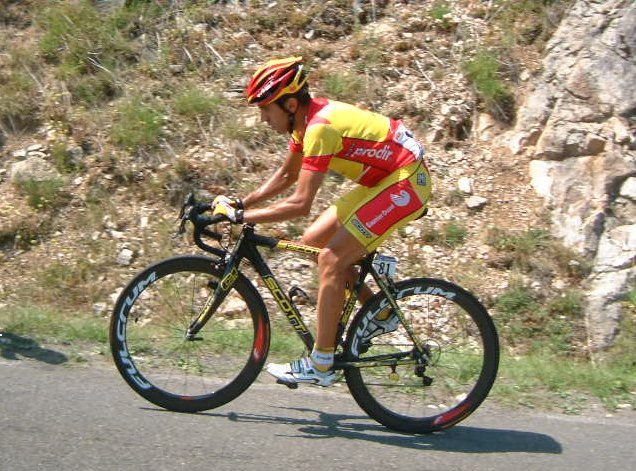
Juan Manuel Gárate
ciclista espanhol.

Juan Manuel Gárate (24 de abril de 1976, Irun) é um ciclista profissional espanhol.